# London Library

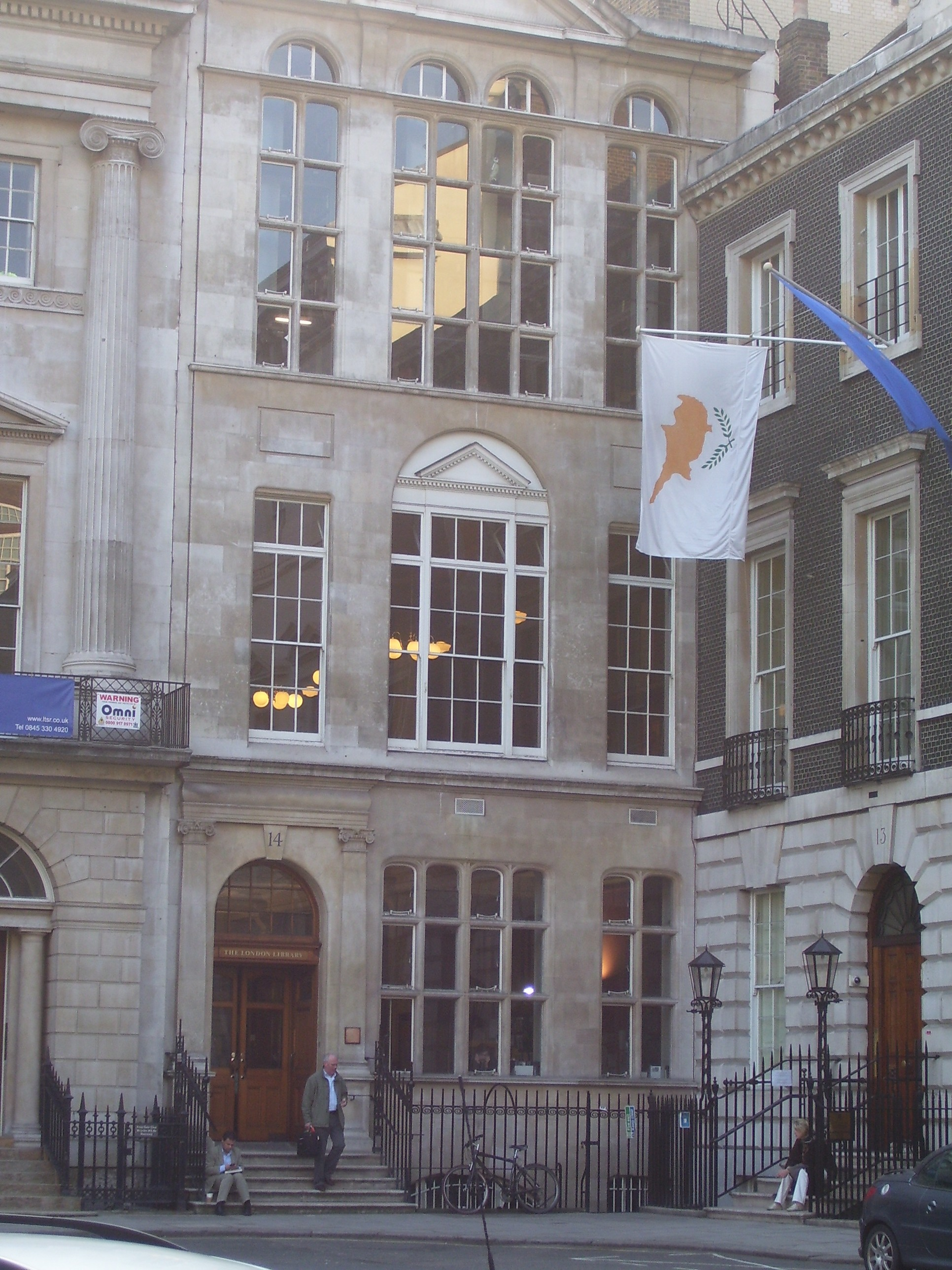
Façade principale de la London Library à St James's Square.

La London Library est une bibliothèque de prêt anglaise, fondée en 1841 par Thomas Carlyle. Son premier président est le comte de Clarendon.
C'est la plus grande bibliothèque indépendante de prêt au monde, et l’une des plus importantes institutions littéraires du Royaume-Uni. Elle est située dans le quartier City of Westminster de Londres.
Elle est fondée en 1841 par un groupe d’hommes dont Thomas Carlyle, à la suite du mécontentement de ce dernier face aux politiques de la British Library. Depuis 1845 la bibliothèque se trouve au 14 St James's Square. Auparavant, elle occupait le premier étage du Travellers Club (en) au 49 Pall Mall.
L’inscription est ouverte à tous à partir de 460 £ par an. L’adhésion à vie est également possible, elle est calculée proportionnellement à l’âge. Les corporations et autres institutions peuvent aussi s’inscrire à un tarif commercial. La bibliothèque compte aujourd’hui 5 427 membres à l’année et 1 354 membres à vie, ainsi 138 corporations ou institutions.

## Administration et Gestion

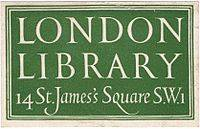
Ex-libris de Reynolds Stone

The London Library est une institution indépendante. Il s'agit d'une association caritative dont le seul but est la promotion de l'éducation, de l'apprentissage et de la connaissance. Elle a été intégrée à l'origine par la charte royale du 13 juin 1933, qui est un supplément de la grande charte royale du 21 octobre 1988. Le 6 juillet 2004, la Reine a accordé à la Bibliothèque une nouvelle charte royale, qui a annulé les chartes de 1933 et 1968. La bibliothèque a ses propres arrêtés municipaux et le pouvoir de faire ou de modifier ses règles. Elle a un patron royal, un président élu et des vice-présidents, et est administrée par un conseil élu d'un maximum de 15 administrateurs. Le comte de Clarendon fut le premier président de la bibliothèque, William Makepeace Thackeray était le premier commissaire aux comptes et William Ewart Gladstone et Sir Edward Bunbury furent membres de la première commission. Le combattant de la liberté belge et ancien bibliothécaire de Louvain Sylvain Van de Weyer fut vice-président de 1848 à 1874. (Van de Weyer, le beau-père Joshua Bates fut un fondateur de la Bibliothèque publique de Boston en 1852.)
Une présence forte et datant, au plus tard, de l'époque victorienne était Richard Monckton Milnes, plus tard Lord Houghton, un ami de Florence Nightingale.Charles Dickens a été parmi les membres fondateurs. Dans les temps plus récents, Kenneth Clark et T. S. Eliot ont été parmi les présidents de la bibliothèque ainsi que Harold Nicolson, Sir Rupert Hart-Davis, et l'honorable Michael Astor.
En 1956, la London Library a, de manière inattendue, reçu une exigence du Westminster City Council (en) de la Cité de Westminster concernant ses prix (malgré le fait d’être déclarée en tant qu’association exonérée d’impôt), et le fisc fut également impliqué. La plupart des éditeurs ont alors fait don de leurs livres à la Bibliothèque. Le dernier appel de la Bibliothèque de Londres fut rejeté par la Cour d’appel en 1959, et une lettre du Président Directeur Général T. S. Eliot et de Rupert Hart-Davis parue dans The Times du 5 novembre lançait un appel aux fonds. Le 22 juin 1960, une vente aux enchères de manuscrits de nombreux auteurs permit de collecter suffisamment d’argent pour s’acquitter des dettes et des frais juridiques s’élevant à £ 20 000. Pendant la vente, des articles de T. E. Lawrence ont rapporté £ 3800, le poème La Terre vaine de T.S. Eliot fut vendu à £ 2800, et l’ouvrage intitulé La Reine Victoria de Lytton Strachey rapporta quant à lui £ 1800, cependant 170 livres et brochures « dédicacés » de John Masefield rapportèrent uniquement £200, ce à quoi Hart-Davis déclara que ce prix de vente était « honteusement faible ». La reine Élisabeth II et la Reine Mère Elizabeth Bowes-Lyon ont toutes deux donné des livres anciens rares et précieux.
En 1981, la présidence de la London Library est occupée par la Reine Mère Elizabeth. Noel Annan est le P-DG. Les vice-présidents ont compté Lord Lyttelton, Isaiah Berlin, Sir Rupert Hart-Davis, Lord Kenyon, Lord Rayne, Steven Runciman, Dame Veronica Wedgwood, et Dame Rebecca West. Le Président est Philip Ziegler, et le comité comprend Correlli Barnett, Bamber Gascoigne, Lewis Golden, John Gross, Duff Hart-Davis, Charles Johnson, Oliver Millar, Anthony Quinton, Christopher Sinclair-Stevenson, et Claire Tomalin.
Le président de la London Library est Tom Stoppard. Le président du conseil d’administration est Bill Emmott.

## Collections
Les collections de la bibliothèque, qui vont du XVIe siècle à nos jours, sont très importantes dans les domaines de l'architecture de la littérature, la fiction, les arts appliqués, l’histoire, la biographie, la philosophie, la religion, la topographie et les voyages. Les sciences sociales sont moins couvertes. La science pure et la science naturelle, la technologie, la médecine et le droit ne sont pas du ressort de la bibliothèque, bien qu’elle possède quelques livres dans tous ces domaines, concernant leur histoire. Des périodiques et annuels sur un large éventail de sujets sont également conservés dans les collections.
En 1944, des ouvrages ont été perdus dans les bombardements et en 1970 quelques livres rares et incunables ont été vendus. Ceci mis à part, la bibliothèque a (à l'exception de quelques doublons) conservé tous les articles acquis depuis sa fondation. La bibliothèque possède aujourd'hui plus d'un million d'articles, et en 2011, elle a acquis 8 123 livres et de périodiques. 95 pour cent de la collection se trouve sur des étagères ouvertes et 97 pour cent sont disponibles pour le prêt, que ce soit sur place ou par la poste. Cette bibliothèque est la plus grande bibliothèque de prêt en Europe.
Il s'agit d'un principe central de la bibliothèque pour qui les livres ne sont jamais entièrement remplacés, et donc jamais redondants, les ouvrages ne doivent pas être éliminés du fonds simplement parce qu’ils sont vieux, démodés ou idiosyncrasiques : sauf dans le cas de volumes en double occasionnels, presque rien n'a jamais été jeté dans les rayons de la bibliothèque.
La bibliothèque est également abonnée à de nombreux journaux en ligne et bases de données électroniques.On parle de journalisme en ligne. Toutes les acquisitions après 1950 sont consultables sur le catalogue en ligne, et celles pré-1950 volumes continuent d'être ajoutées quotidiennement dans le cadre du projet de catalogage rétrospectif.

## Adhésion et frais d'abonnement
En 1903, les frais d’inscription annuels étaient de 3 £. Pendant la Première Guerre mondiale, ils étaient de 3,3 £ avec un droit d’entrée de 1,1 £. Lors des années 30, c’était 4,4 £ avec un droit d’entrée à 3,3 £. En 1946, le taux annuel était toujours de 4,4 £, mais les frais d'entrée sont tombés à 2,2 £. En novembre 1981 cela coûtait 60 £ par an. En janvier 2008 les prix sont passés de 210 £ à 375 £ par an, avec les mêmes tarifs préférentiels qu'aujourd'hui et sans frais d'entrée.
Ainsi en janvier 2011 les frais annuels d'adhésion individuelle sont de 435 £. Des tarifs préférentiels sont disponibles, notamment pour les adhésions jeunes (220 £), adhésion couples et adhésion Carlyle. Les membres peuvent venir à la bibliothèque du lundi au dimanche, avec un nocturne jusqu'à 21h les lundis et jeudis. Ils y trouveront quatre salles de lecture attirantes ainsi que des espaces d’études individuels; le Wi-Fi gratuit, l'accès à internet et aux publications électroniques, l'aide à la recherche documentaire, un magazine trimestriel des membres et des enquêtes de satisfaction sont quelques-uns des avantages de l'adhésion.
| Adhésions au 31 mars                 | 2011  | 2012  |
| ------------------------------------ | ----- | ----- |
| Membres à vie                        | 1 343 | 1 354 |
| Membres à l’année                    | 5 445 | 5 427 |
| Abonnement couple/ conjoint          | 219   | 236   |
| Abonnement représentants/entreprises | 130   | 138   |
| Total                                | 7 137 | 7 155 |

## Soutien
La Bibliothèque de Londres offre à ses Corporate Patron scheme (mécènes) plusieurs bénéfices incluant la location de la bibliothèque pour des évènements privés. Ce qui est un privilège exclusif. Founders' Circle (le Cercle des Fondateurs) est un groupe qui se consacre au soutien de la direction de la bibliothèque année après année, s'assurant qu'elle ait les moyens de continuer au service du capital intellectuel. Nommé ainsi en l'honneur de ses membres qui ont gardé sur pied la bibliothèque en 1841, The Founder's Circle va vers une variété d’évènements intéressants et exclusifs tout au long de l'année.
Les gens peuvent aussi soutenir la bibliothèque en faisant des dons au Book Found ou prendre part à Adopte un Livre (en français), les membres pourront ainsi adopter un livre nouveau qu'ils affectionnent, ou un livre rare au sein de la bibliothèque, grâce à Adopt a Book. Ils pourront également aider à l'achat d'une collection. Si un livre est adopté, le nom de la personne qui aura accompli cet acte sera cité pour la postérité.
La bibliothèque reçoit notamment des dons venant d'Europe.
Les donations sont nécessaires et essentielles à la survie de la bibliothèque puisqu'elle ne reçoit pas d'aides financières du gouvernement.

## Récompenses et concours
La Bibliothèque de Londres a inauguré le Student Prize en octobre 2011 en partenariat avec The Times et Freshminds. C'est une compétition écrite ouverte à tous les étudiants étant en dernière année de licence ou faisant leurs études dans des institutions d'enseignement supérieur au Royaume-Uni.
Le thème était « L'avenir du Royaume-Uni ment avec le côté droit du cerveau » et le gagnant qui a été annoncé en mars 2012 était Ben Mason, qui étudiait la philosophie et le langage moderne (allemand) au Trinity College, à Oxford.
Pour la deuxième année consécutive, en partenariat avec The Times et Milkround, le prix 2013 est ouvert aux candidats. Les étudiants doivent écrire 800 mots sur le thème « Les années sabbatiques - une nouvelle forme de colonisation ? » La copie gagnante sera publiée dans les pages de commentaires de The Times et dans The London Library Magazine. Le gagnant recevra £5ooo.

## Site web et média social
La Bibliothèque de Londres a une page Facebook et un compte Twitter, avec plus de 7 000 utilisateurs aussi bien sur l'un que sur l'autre. Elle a aussi lancé un nouveau site Internet en janvier 2011 conçu et développé par GR/DD.